# 国闻通讯社
国闻通讯社，简称国闻社，是二十世纪20年代一家有名的民国私营通讯机构。

## 简史
1921年9月创立于上海。
1921年，孙中山、段祺瑞、张作霖三方为共同反对直系军阀曹锟和吴佩孚而结成“三角同盟”，各派代表到上海，在法租界古拔路设立代表办事处。为着进行政治宣传而建立国闻通讯社。
总编辑胡政之主持社政后，励精务实，除上海总社外，迅即在北京、天津、沈阳、汉口、长沙、重庆、广州、贵阳、福州、郑州、梧州、哈尔滨等城市设立分社或聘请特约访员，形成华东、华中、华北、东北的庞大通讯网。在当时除国民政府的中央社有这样的规模外，别无可与国闻社相提并论的官民媒体。
1926年9月，胡政之与吴鼎昌，张季鸾联合接办天津《大公报》后，将国闻通讯社并入报社，国闻社成员遂成为大公报编辑部和经理部的主要班底，各地国闻分社也即作为《大公报》的分支机构。
1936年，国闻通讯社上海总社正式结束。 

## 影响
国闻通讯社是当日中国较有影响的私营通讯机构。起初每日向各地报纸发送本埠新闻，后改以发布各地通讯和电讯报道为重点，日发稿两次，约7000字（后亦发布英文通讯稿）。
1924年8月增办《国闻周报》，评述国内外时事，发表过许多著名作者的文章，至1937年12月停刊之前的十三年间成为在知识界和社会上颇具影响力的刊物。

## 资料
1. ↑  起初协议三方各出资一千元，而皖系徐树铮以聘胡政之为总编辑为条件承诺出资十万。胡到社后发现徐竟食言。社长邓汉祥只好去商请王伯群每月接济800元，维持局面。见邓汉祥著《关于国闻通讯社的补正》一文，载于《文史资料选辑》第30辑，中国文史出版社1986年版，第260页。
2. ↑  彼时参加工作的通讯社成员有李子宽、金诚夫、严谔声、严慎予、孙瑞芹、徐铸成等。
3. ↑  参阅李伟著《报人风骨》，广西师范大学出版社，2008年，ISBN: 7563375406；书中有《国闻通讯社与胡政之》一节。
4. ↑  参见百度百科国闻通讯社条。